# Saargau Bilzingen/Fisch
Saargau Bilzingen/Fisch este o arie protejată (arie de protecție specială avifaunistică — SPA) din Germania întinsă pe o suprafață de 322 ha, integral pe uscat.

## Localizare
Centrul sitului Saargau Bilzingen/Fisch este situat la coordonatele 49°36′48″N 6°28′14″E / 49.6133°N 6.4706°E.

## Înființare
Situl Saargau Bilzingen/Fisch a fost declarat arie de protecție specială avifaunistică în ianuarie 2004 pentru a proteja 9 specii de animale.

## Biodiversitate
Situată în ecoregiunea continentală, aria protejată nu include niciun habitat protejat.
La baza desemnării sitului se află mai multe specii protejate de  păsări (9): fâsă-de-câmp (Anthus campestris), Charadrius morinellus, erete de stuf (Circus aeruginosus), erete vânăt (Circus cyaneus), erete cenușiu (Circus pygargus), prepeliță (Coturnix coturnix), sfrâncioc mare (Lanius excubitor excubitor), ploier auriu (Pluvialis apricaria), nagâț (Vanellus vanellus).